# Enrico Gemelli
Enrico Gemelli (Sant'Agata Martesana, 2 ottobre 1841 – Torino, 7 maggio 1926) è stato un attore teatrale e commediografo italiano.

## Biografia
Allievo di Giovanni Toselli e genero di Teresa Rosano, fu uno dei maggiori esponenti del teatro dialettale piemontese tra fine Ottocento e inizio Novecento.
Divenuto capocomico negli anni successivi , nel 1871 fondò una propria compagnia, la Compagnia Enrico Gemelli. In seguito fondò compagnie in società con altri importanti attori dialettali, come quella con Tancredi Milone e Pietro Vaser (Compagnia Gemelli-Milone-Vaser) nel 1872.
Con la crisi del teatro piemontese di quegli anni, assieme a Toselli e Milone nel 1880 formò una nuova compagnia denominata Compagnia "La Torinese", che operò fino al 1912. Dopo questa esperienza, Gemelli si associò con l'attore Mario Casaleggio e formò una nuova compagnia. Nel 1919 costituì una Compagnia formata da artisti appena congedati, con l'unica eccezione della prima attrice Paola Pezzaglia, per dare rappresentazioni a beneficio dei reduci della zona operante.
Poco più che settantatreenne, Gemelli fu chiamato dal regista e produttore cinematografico Giovanni Pastrone, per affidargli il ruolo di Archimede nel suo film Cabiria del 1914, primo kolossal del cinema italiano. Pastrone infatti, volle che a interpretare quel ruolo fosse l'esperto attore piemontese proprio per la sua età, e gli diede persino l'incarico di farsi crescere la barba e i capelli.
Oltre che in Cabiria, Gemelli prese parte ad altri film, come Maciste alpino (1916), Tigre reale (1916), La guerra ed il sogno di Momi (1917), La testa della Medusa (1921) e La piccola parrocchia (1923).

## Opere
- Un barillot d'quindes ani
- Dal Ciabot al Ministero (1901)
- Un pover mut (1912)

## Teatro
- Esculatropio e Ferragutosia (Opera seria lirica in un atto, 1871);
- Monssù Angot (operetta comica in due atti, 1880);
- Carabinié (schizzo drammatico in un atto, 1892);
- Col del cheur e l'autr (commedia in un atto);
- La cassina 'd San Giusep (commedia in tre atti);
- 'L consolafomne (commedia in un atto dal francese):
- Lo stato 'd monssù Ancioa (commedia in un atto);
- Un poch pr'un a caval a l'aso (operetta comica in due atti).

## Filmografia parziale
- Cabiria, regia di Giovanni Pastrone (1914)
- Medusa velata, regia di Ugo De Simone (1916)
- Maciste alpino, regia di Giovanni Pastrone (1916)
- L'incendio dell'Odeon, regia di Eugenio Perego (1917)
- La guerra ed il sogno di Momi, regia di Segundo de Chomón e Giovanni Pastrone (1917)
- Olì, regia di Filippo Costamagna (1918)
- Terra, regia di Eugenio Testa (1920)
- La testa della Medusa, regia di Alessandro De Stefani (1921)
- La piccola parrocchia, regia di Mario Almirante (1923)